# 京二胡
京二胡（京劇二胡）是指京劇使用的二胡。京二胡和二胡的区别在于：琴筒比較小，琴筒後方沒有音窗，音色、演奏技術和手法比較接近京胡。
早期常用蠶絲弦，1960年代以後逐漸改用鋼弦。
原本京劇的場面（伴奏樂隊）沒有京二胡，直到1923年－1924年間，由梅蘭芳的琴師王少卿仿二胡創製京二胡，搭配京胡演奏。最早只用於梅蘭芳劇團的演出伴奏，後來成為青衣行當的伴奏樂器，逐漸又擴展到小生等各行當，現在已經是京劇不可或缺的重要伴奏樂器了，演奏京二胡的名家有王少卿、倪秋萍、虞化龍、熊承旭等人。